# Historie srdečních náhrad
Historie srdečních náhrad se datuje, až od konce 19. století, kdy se chirurgové začali zabývat myšlenkou, že by snad bylo možné nahradit porušené vnitřní orgány.

## Počátky
Experimentální základy položili Alexis Carrel a Charles Guthrie roku 1905 v Chicagu. Vyvinuli 3 chirurgické přístupy:
- heterotopická transplantace nepracujícího srdce mimo hrudník
- intrathorakální transplantace dárcovského srdce k příjemcově srdce-paralelní zapojení a tudíž vystavení dárcovského srdce části zátěže
- úplná náhrada dárcovského srdce za příjemcovo – plná zátěž na dárcovo srdce

V roce 1905 transplantovali Carrel a Guthrie heterotopicky srdce psa na krční cévy jiného psa. Transplantované srdce začalo bít 88 stahy/min. Vlastní srdce mělo frekvenci 100/min. Experiment se prováděl v době, kdy ještě nebyl znám heparin a mimotělní oběh. Pokus bohužel skončil 2 hodiny po transplantaci nahromaděním trombů v dárcovském srdci. Díky tomuto preparátu chirurgové zjistili, že ani precizní prevence infekce nezajišťuje úspěšnost operace, protože i přesto může docházet k rejekci. Carrel později dostal Nobelovu cenu za výzkum úlohy lymfoidních buněk při rejekci transplantátů. Pozoroval totiž, že pokud potlačíme aktivitu sleziny a kostní dřeně, potlačíme taky schopnost organismu voperovanou část odloučit.
Ve třicátých letech F. C. Mann na Mayo Clinic transplantoval psům heterotopicky srdce a prokázal, že nová tkáň je infiltrována leukocyty a popsal tak buněčnou imunitu. K rejekci docházelo většinou po 4. dni transplantace.
V roce 1937 Vladimir Petrovič Děmichov sestrojil první mimotělní oběh. Přístroj byl vyzkoušen na psovi a udržel ho na živu 5 a půl hodiny po operaci. Díky tomu vyslovil myšlenku: „srdce může vzhledem ke svým anatomickým a fyziologickým vlastnostem aktivně fungovat jen, když je transplantováno do hrudníku. Je-li transplantováno na cévy na krku či v třísle, nemůže se aktivně podílet na pohonu krve a je pouze neutrálním orgánem, žijícím z příjemcovy krve.“ Za války pracoval jako patolog. Po válce obnovil své experimenty a poprvé prováděl intrathorakální transplantace u teplokrevných zvířat. Celkem popsal 24 různých technik heterotopické intrathorakální transplantace srdce. Všechny transplantáty však byly odloučeny příjemcovým tělem. Dne 25. 12. 1951 provedl první ortotopickou transplantaci. Z příjemcova srdce postupně našíval jednotlivé spoje na srdce dárcovo, až byl schopen příjemcovo srdce úplně vyjmout. Prokázal tak, že náhradní srdce může převzít úlohu příjemcova srdce. Experimentoval na více úrovních chirurgie. Pokoušel se o transplantace i jiných orgánů, mj. hlavy.
Základy moderní klinické ortotopické transplantace položili Norman E. Shumway a Richard R. Lower v padesátých a šedesátých letech, kdy měli k dispozici spolehlivý mimotělní oběh. Hlavním problémem kardiochirurgie byla ochrana srdce během operace. Shumway a Lower se rozhodli vyzkoušet hypotermii. Teplotu zvířete snížili na 32 °C a z rozříznutého perikardu udělali jakési koryto, ve kterém srdce leželo. Poté do koryta přiváděli chlazený fyziologický roztok, čímž se chlazení omezilo pouze na srdce. Začali s autotransplantací, kdy bylo srdce vyňato a znovu našito. V polovině šedesátých let byla technika transplantace již tak propracována, že bylo jen otázkou času než někdo přejde k transplantaci u člověka.
Roku 1964 v Mississippi James D. Hardy transplantoval šimpanzí srdce člověku. To však nebylo schopné přečerpávat tak velký objem krve a později selhalo. 1967 Shumway oznámil, že čeká na vhodného dárce srdce, aby mohl provést první transplantaci s lidskými srdci. Avšak předběhl ho Christiaan Barnard. Použil techniku vypracovanou Shumwayem a Lowerem. Transplantaci provedl 9.12.1967 v Kapském Městě v Jihoafrické Republice. Příjemce zemřel za 18 dní na pneumonii. Zajímavé bylo, že tehdy Barnard transplantoval navzdory rasové diskriminaci srdce míšence bělochovi. Tento čin však vyvolal bouřlivé reakce mezi právníky, lékaři i veřejností. Vznikly etické otázky typu: jak je možné přenést duši jednoho člověka do těla druhého. I přes to se strhla lavina operací, které však neměly velkou úspěšnost. Situaci popisuje shumwayův komentář: „Najednou se srdce transplantuje i v ústavech, kde by si člověk váhal nechat uzavřít defekt síňového septa“. Tehdy dosahovalo jednoleté přežití pacientů pouze 25%. Dnes dosahuje jednoleté přežití 80% pacientů, pětileté 70% a desetileté 50% pacientů. V roce 1970 přestaly všechny týmy kromě Shumwaye a Barnarda srdce transplantovat. Bohužel v tomto odvětví lékařská praxe předběhla výzkum, a tak výsledky transplantací byly katastrofální. Týmy, které srdce ještě transplantovaly, zvýšily důraz na výzkum. Koncem 70. let se tak potlačila imunosuprese pomocí antitymocytárního globulinu a hlavně ciclosporinu. Problém rejekce byl vyřešen a kardiochirurgie zažila znovu renesanci.
Vývoj umělého srdce je nerozlučně spjat s vývojem umělé ledviny. Tímto vývojem se zabývali hlavně Michael E. DeBakey a Denton A.Cooley. Oba neměli problém s publicitou a zdálo se, že jejich snaha vytvořit umělé srdce je vedena spíše honem za slávou. DeBakeyovi se podařilo získat peníze na svůj výzkum. Poukázal na to, že na vesmírný výzkum jsou poskytovány miliardy dolarů, zatímco lidé na Zemi umírají denně na selhání srdce. Vláda schválila podporu jeho projektu a poskytla mu 40 milionů dolarů s cílem vytvořit umělé srdce do roku 1970. Jeden člen z jeho týmu však přechází ke konkurenci a bez vědomí DeBakeye krade 3 exempláře a dává Cooleymu. Ten okamžitě srdce transplantuje, i když nemá potřebná povolení. Hájí se tím, že pro pacienta se nenašel vhodný dárce a nebyla jiná možnost. Vláda postupně omezila přísun peněz do této oblasti.
Roku 1968 bylo transplantováno první srdce v Československu. Dne 9.7.1968 v Bratislavě provedl transplantaci tým doktora Šišky. Pacientka však zemřela po 6 hodinách na sále. Pravděpodobně došlo k rejekci. V 70. a 80. letech dospěl k průkopnickým experimentům také profesor J.Vašků v Brně. První transplantace v ČR byla provedena 31.1.1984 v Praze na Institutu klinické a experimentální léčby. IKEM se tak stal prvním institutem bývalého východního bloku, kde byl program transplantací zaveden. Druhé české transplantační centrum zahájilo činnost roku 1992 v Brně. Indikace srdeční transplantace a dlouhodobé potransplantační sledování jsou prováděny na pracovišti I. interní kardio-angiologické kliniky FN u sv. Anny v Brně. V prvních letech šlo v ČR pouze o ojediněle prováděné výkony, od počátku 90. let však dochází ke strmému nárůstu počtu operací. Celkově je ČR se 4,7 transplantacemi na milion obyvatel ve světe na 8. místě.
První umělé srdce Jarvik-7 bylo transplantováno roku 1982 Wiliamem DeVirsem. Pacient přežil 112 dní. Do roku 1991 bylo transplantováno asi 198 těchto umělých srdcí. Počáteční systémy byly velké a připojeny k pohonu, který byl mimo tělo pacienta. To bylo velmi nekomfortní a pacient byl ohrožen velkým množstvím infekcí. Ve zdokonalené formě se nyní implantuje pod názvem Cardiowest. V roce 2006 schválila FDA ke klinickému užívání první zcela implantované srdce. Všichni pacienti ale umřeli v průměru za 5 měsíců po implantaci.
V současnosti je srdeční chirurgie velmi rozšířená s nízkým rizikem. Všechny inovace vedou k tomu, že se kardiologické výkony spojené se sternotomií a použitím mimotělního oběhu budou provádět méně často. Otevřené operace budou přecházet do stále méně invazivnějších. Cílem je zachovat přednosti chirurgické léčby a zároveň snížit invazivitu zákroků tak, aby mohly konkurovat kardiologickému přístupu.

## Etické problémy spojené s transplantací
Transplantace orgánů naráží na problém již v prvopočátku a to při úmrtí člověka. Definice smrti je totiž velice problematické téma. Existují tři roviny, které smrt vykládají takto:
- Koncepční rovina

Lidská smrt je ireverzibilní ztrátou toho, co je bytostně nejdůležitější pro přirozenost člověka. To však souvisí se základní otázkou filozoficko-teologickou. Co je to přirozenost lidské bytosti a jaké jsou její podstatné charakteristiky? Odpověď na tuto otázku se již bude lišit podle toho, jak je na lidskou bytost pohlíženo (zcela materiální fyzická jednotka, směsice těla a duše, zcela spirituální a pouze dočasně vtělená bytost). Tento ontologický aspekt pak bude ovlivňovat i výběr odpovědí ve vztahu k definici smrti.
- Kriteriologická rovina,

kterou je však možné řešit až po vyřešení roviny první. Významné znaky člověka se spojují s funkcemi lidského organismu (tradičně srdce-cirkulace, plíce-dýchání, mozek-vědomí a integrace funkcí organismu).
- Rovina diagnostická,

která definuje testy, jež určí ireverzibilní ztrátu funkcí, tedy smrt. Vždy je třeba definovat, v jaké úrovni diskuzí se pohybujeme, a vždy si je třeba uvědomit jejich vzájemnou provázanost s tím, že úroveň první je nejdůležitější.
Ve většině západních zemí panuje tato shoda: osoba je mrtvá tehdy, je-li postižena ireverzibilní ztrátou všech schopností integrovat a koordinovat fyzické a mentální funkce těla jako jednotky. To znamená, že smrt mozku je brána jako obecná smrt osoby. Rovněž definitivní zástava kardiopulmonálních funkcí vede během několika minut k ireverzibilní zástavě všech funkcí mozku a tudíž je taky považována za správné kritérium smrti. Definice smrti celého mozku je zakotvena v zemích, ve kterých se transplantace provádějí. S tímto názorem se shoduje i většina těch, co pokládají smrt za oddělení duchovního principu od těla, a kteří současně přiznávají, že tento okamžik nelze žádným způsobem změřit. Ireverzibilní ztráta všech mozkových funkcí však může vyloučit jakoukoliv nejistotu nebo pochybnost, jelikož potom už mizí i smysluplnost jiných životních funkcí.
Důležitý, avšak ne nepřekonatelný problém tkví ve sjednocení koncepcí smrti tak, jak je definují různé disciplíny-filozofie, teologie, právo, biologie, medicína. Okamžik smrti definován pro právní účely, smrt diagnostikovaná lékařem a představa smrti křesťanských teologů nemusí však stát ve vzájemném protikladu. Na druhé straně buddhisté předpokládají, že duše zemřelého je přítomna v mrtvém těle ještě nejméně tři dny po klinické smrti, a proto, je důležité počkat tři dny, než je možné prohlásit člověka za mrtvého pro účel odběru orgánů k transplantaci. Nejvíce se od této skutečnosti odlišují názory bioetiků, kteří se snaží změnit definici smrti člověka a prohlásit za mrtvého toho, jehož mozková kůra není funkční, bez ohledu na to, zda nižší centra fungují. Tato myšlenka se však pohybuje na velmi tenkém ledě a může být v rozporu s právy jednotlivce.
Dalším problémem je souhlas dárce. Význam slova souhlas dárce může znít poněkud nadneseně, uvědomíme-li si, že dárce je už ve skutečnosti mrtvá osoba. Avšak souhlas dárce má smysl, pokud je společnost informována o způsobu, jakým odběr orgánů v dané zemi probíhá a potenciální dárce může vyjádřit svůj souhlas či nesouhlas před jeho smrtí. V dnešní době se uplatňují tyto informované souhlasy s odběrem:
- Opting-in (rozhodnutí pro vyjádření souhlasu s darováním)

Jedná se o systém, v němž jsou lidé nabádáni, aby za života vyjádřili přání, zda chtějí po své smrti orgány darovat k transplantačním účelům. Je proto nutné, aby se na určitých místech během života přihlásili a nosili průkaz dárce permanentně u sebe. Tímto způsobem je podporováno autonomní rozhodování dotyčného. Nevýhodou však je trvalý nedostatek orgánů. Většina lidí není žádným způsobem zainteresována do problému transplantací a nemá tak dostatečnou motivaci. Tento systém by mohl být nazván předpokládaný nesouhlas. Pouze ten, kdo se z tohoto většinového názoru osvobodí, se přihlásí k darování. Tento systém je zaveden např. v Německu, USA, Velké Británii, Japonsku a Dánsku.
- Required request (povinné požádání)

Jedná se o systém, v němž platí zásada, aby každý byl předem dotázán, zda skutečně chce být dárcem. Každý má projevit svůj osobní názor na volbu. Zůstává nevyjasněno, kdy by měl být potenciální dárce dotazován a tím vznikají problémy. Například pokud bychom se nedotazovali osob nemocných či určitým způsobem postižených mohly by si tyto osoby připadat znevýhodněny. Rovněž ptát se osob nemocných, které mají strach o svůj život, by asi moc souhlasů k odběru nepřineslo. Tato otázka zůstává dále etickým problémem.
- Opting-out (rozhodnutí k neúčasti)

Zde se předpokládá, že každý s darováním souhlasí (předpokládaný souhlas) a pouze v případě, že někdo nesouhlasí, musí svůj nesouhlas na patřičném místě vyjádřit. Výhodou této možnosti je to, že každý kdo umře v nemocnici a splňuje kritéria pro dárcovství, se automaticky stává dárcem. Orgánů je tak dostatek a lékařům odpadá starost s dotazováním. Problém je však informovanost společnosti, která většinou netuší, že tento systém u nich v zemi funguje a stávají se tak automatickými dárci. Země uznávající tento systém: ČR, Francie, Itálie, Řecko, Rakousko, Finsko atd.
- Routine salvaging (odběry jako běžná praxe)

Jedná se o systém, který nevyžaduje souhlas ani dárce ani jeho rodiny. Všechny použitelné orgány jsou odebírány automaticky. Tento systém poskytuje sice dost orgánů, ale je zatížen neúctou k dárci a jeho rodině.
V ČR je uznáván model opting out. Tento systém naráží na dva hlavní problémy a to informovanost o tomto systému a registr osob nesouhlasících s odběrem. Dnes již ale funguje Národní registr osob nesouhlasících s posmrtným odběrem tkání a orgánů. Informovanost obyvatelstva souvisí i s negativní prezentací informací o odběru orgánů. Je proto důležité zajistit takovou osvětu, která nepovede k myšlence, že lidé, kteří se budou chtít stát dárci, budou ošetřeni méně kvalitně v okamžiku, kdy už bojují o svůj život nebo to, že by lidé začali mít strach ze smrti. Rovněž informace o krádeži orgánů mohou vést ke strachu stát se dárcem. Nejlépe je eticky vyřešena otázka dárcovství v systému opting in, kde dárce poskytuje sám osobně svůj souhlas, případně jeho rodina. Bohužel však země, ve kterých je tato praxe zavedena trpí nedostatkem orgánů.